# Station Wieuwerd
Wieuwerd (Wie) is een voormalige stopplaats aan de spoorlijn Leeuwarden - Stavoren bij Wieuwerd. De stopplaats was geopend van 16 juni 1883 tot 15 mei 1938 en van 1 juni 1940 tot 24 november 1940.